# グリュック王国
グリュック王国（グリュックおうこく、独: Glücks Königreich）は、かつて北海道帯広市に存在したテーマパーク。開園時の敷地面積は約10万平方メートル。入場料は大人1,500円だった。
地元不動産デベロッパーのぜんりん地所建設の子会社であった、株式会社ぜんりんレジャーランド（代表者:西惇夫）により運営されていた。

## 概要
従来の道内産業基盤が弱体化する中、1980年代の好況を背景に、観光による町おこしを目指して帯広空港近くに建設された。ぜんりんレジャーランドの社長がヨーロッパ旅行の際に訪れたドイツの美しい街並みや環境、「未来の子供たちのために」として今ある物を次世代に伝えるドイツ人の行動規範に感銘を受けてドイツ調のテーマパーク開発が行われた。
1989年（平成元年）7月1日に開園。開園時の園内は南エリアに面積3万3000平方メートルの遊園地「グリムの森」やグリム兄弟が住んでいた家と周辺環境を再現した博物館「グリムの村」で、北エリアにマルクト広場を中心にドイツ調の実物大の建物を配置した「グリムの街」、粉挽き風車をデザインしたトイレを添えた1,600台収容の駐車場「グリムの駐車場」から構成され、1992年（平成4年）には全67室のホテル「グリムの王城」（完成後は「シュロスホテル」）を加えて5エリアでの構成となった。
ぜんりんレジャーランドは広尾町から足寄町までの国道236号・241号を「十勝幸福街道」と銘打って十勝管内での周遊観光を目的にレンタカーサービス「シュロスレンタカー」や、本パークと「紫竹ガーデン・遊華」「中札内美術村」との共通パスポート券の販売も行っていた。また、国道236号と交差する本パークからピョウタンの滝までの道を「古城街道」として案内していた。
園内は、中世のドイツ（神聖ローマ帝国）をモチーフに、グリム童話とグリム兄弟をテーマとしたテーマパークとなっており、そのゆかりの地であるヘッセン州とニーダーザクセン州の歴史的な建築・建造物が再現されていた。カール大帝伝説の英雄で正義と自由を象徴する高さ8メートルのブレーメンのローラント像が訪問客を出迎え、ほら吹き男爵の噴水やブレーメンの音楽隊の像もあった。中心をなす「マルクト広場」にある、ヴェーザールネサンス様式を代表する出窓を持つハーメルンのライストハウスなど、15世紀から17世紀の木組みの家々の再現はドイツの素焼波形瓦と瓦職人によるものである。
ハーナウ市から取り寄せたグリム兄弟の銅像が本場さながらにハーナウ市庁舎前に立ち、舗道石は東ベルリン（当時）の走るフリードリヒ通りに敷かれていたものを取り寄せた。遊具もドイツ製でメルヘン調のもののみで構成されていた。
1990年にはドイツでも人気のあった大型遊具の「ウエーブスインガー」を導入している。
中世のドイツを代表する名城の一つで「街道の貴婦人」とも呼ばれる「ビュッケブルグ城」を内装や壁画も忠実に再現し、1992年8月2日に城の中にホテル「シュロスホテル」が開設された。
ホテルを除いて冬季は休業して当地の観光の繁忙期となるゴールデンウイーク前から営業を再開するのを通例とし、開園当初の1年間で約74万人が入場したほか、1991年と1992年には年間約70万人が入場していた。1993年には回転遊具「ウルトラスピン」を導入。
しかし、その後は入場者数が減少して1997年（平成9年）には年間約30万人へ大きく落ち込み、運営する「ぜんりんレジャーランド」の1996年12月期は売上高が前期比約20.1 %減の約6.57億円で経常損益は約4.63億円の赤字となり、約23.81億円の累積損失を抱えるに至った。

## 再建策の模索から閉園
1998年1月には当時新得町で大型映像装置の組み立て工場を建設していたベンチャー企業の「ジェイ・ウェイ」が、当園東側の約14,900m2の敷地に床面積約14,200m2の屋内プール「ブルーハワイアン」を開設し、当園と一体的に運営する構想を立てて、「ぜんりんレジャーランド」と覚書を交わした。
この「ブルーハワイアン」は、日本鋼管（現・JFEエンジニアリングとJFEスチール）が1992年6月に横浜市で開業した造波装置なども備えた大型の室内プール施設「ワイルドブルーヨコハマ」を参考にした大小4つの温水プールを設置する施設で、ハワイからスタッフを呼んでハワイアンダンスなどのイベントを行う計画で1999年7月の開業予定とされていたが、実現しなかった。
その後、2000年には（漫画家のいがらしゆみこの基に集った帯広市立光南小学校同期生による有志で組織されていた）「いがらしゆみこ会」を通じて園内での「いがらしゆみこ美術館」開設やテレビドラマのロケへの貸し出し等の梃入れ策を講じて収益の拡大を目指した。
2003年にはビュッケブルグ城等の外壁や設備機器の補修が必要として例年のゴールデンウイーク前から営業を再開するのを7月1日に延期。
その間に資金繰りのため、東京の投資会社と王国内のシュロスホテルの一部を貸し出して「アンチエイジング医療」（抗老化医療）を行う方向で交渉すると共に、遊具などは無料で遊具メーカーに貸し出すことで、「ぜんりんレジャーランド」はホテルの一部のみを運営する形での営業継続を模索した。
しかし、これらの交渉が纏まらなかったことから同年6月24日までに7月1日の営業再開予定を断念し、同年7月18日には年内の営業再開そのものを断念した。
この時点では、翌年2004年5月の営業再開を目指しており、再建へ向けて出資の交渉を含めた新たな事業計画の作成が進められることになっていた。
しかし、その後新たなスポンサー企業が見つからずに休園した状況が続き、2007年2月5日に営業再開を断念して正式に閉園することになった。
閉園後に土地・建物は競売されることになっていたが、そのまま放置され、2011年8月には「廃墟ブーム」の影響などで不法侵入や窃盗が相次いで問題となった。この他外国人投資家によるホテル開発の構想もあったがリーマンショックにより立ち消えとなり、現所有者による新たな活用策も策定されておらず2020年時点でも大型建築や観覧車が残存している。

## 事故・トラブル
- 1994年7月3日14時15分頃、遊園地内の「ウルトラスピン」で中央付近の座席に乗っていた女性1名が落下し全治3週間の怪我を負った[15]。